# Kleine wantsendoder
De kleine wantsendoder (Astata minor) is een vliesvleugelig insect uit de familie van de graafwespen (Crabronidae). De wetenschappelijke naam van de soort is voor het eerst geldig gepubliceerd in 1885 door Kohl.